# Charaxes zingha
Charaxes zingha is een vlinder uit de familie van de Nymphalidae. De wetenschappelijke naam van de soort is voor het eerst geldig gepubliceerd in 1780 door Caspar Stoll. Deze vlinder komt voor in delen van Afrika en heeft een spanwijdte van 65mm.